# Урок любви
«Урок любви» (швед. En lektion i kärlek) — кинофильм шведского режиссёра Ингмара Бергмана.

## Сюжет
Главный герой, врач-гинеколог среднего возраста, пытается наладить отношения с окружающими его женщинами — женой, любовницей, дочерью. «Случайно» встретившись с женой в поезде, они выясняют отношения, вспоминая попутно различные моменты своей совместной жизни. И когда, казалось бы, они решают окончательно разойтись, выясняется, что отнюдь не все осталось в прошлом…

## В ролях
- Эва Дальбек — Марианна Эрнеман
- Гуннар Бьёрнстранд — Давид Эрнеман
- Ивонн Ломбард — Сюзанн Верен
- Харриет Андерссон — Никс, дочь Давида
- Оке Грёнберг — Карл-Адам
- Олоф Виннерстранд — проф. Хенрик Эрнеман
- Биргитта Реймер — Лиза, девушка в баре
- Йон Эльфстрём — Сэм, шофер Эрнемана
- Рене Бьёрлинг — Свеа Эрнеман
- Дагмар Эббесен — медсестра Лиза
- Сигге Фюрст — викарий на свадьбе